# ولیکا، بولگریا
ولیکا، بولگریا (به لاتین: Velika, Bulgaria) روستایی در بلغارستان است که در استان بورگاس واقع شده‌است.